# Bruno Wunderlich
Arthur Bruno Wunderlich (* 30. März 1848 in Reichenbach im Vogtland; † 3. Januar 1909 in Loschwitz) war ein deutscher Kaufmann, Unternehmer und Rittergutsbesitzer sowie königlich schwedischer und kaiserlich persischer Generalkonsul.

## Leben
Wunderlichs Vater war Friedrich August Wunderlich, Depositen- und Sportel-Rendant am Gerichtsamt Reichenbach. Bruno Wunderlich besuchte die Bürgerschule und die Realschule in Reichenbach. Als Kaufmann führten ihn Reisen nach Frankreich und Russland.
Bruno Wunderlich betrieb in Moskau das Handelsunternehmen Bruno Wunderlich & Co., das eines der führenden im Russlandhandel US-amerikanischer Baumwollprodukte war, unter anderem weil die sonst übliche Kette von drei oder vier Zwischenhändlern mit Preisaufschlägen von 20 bis 35 Prozent gegenüber europäischen Waren vermieden wurde. Das Unternehmen hatte um 1910 eine über 40-jährige Geschichte und konnte hochwertige US-amerikanische Importe direkt an Verbraucher in Russland (inklusive Sibirien) absetzen.

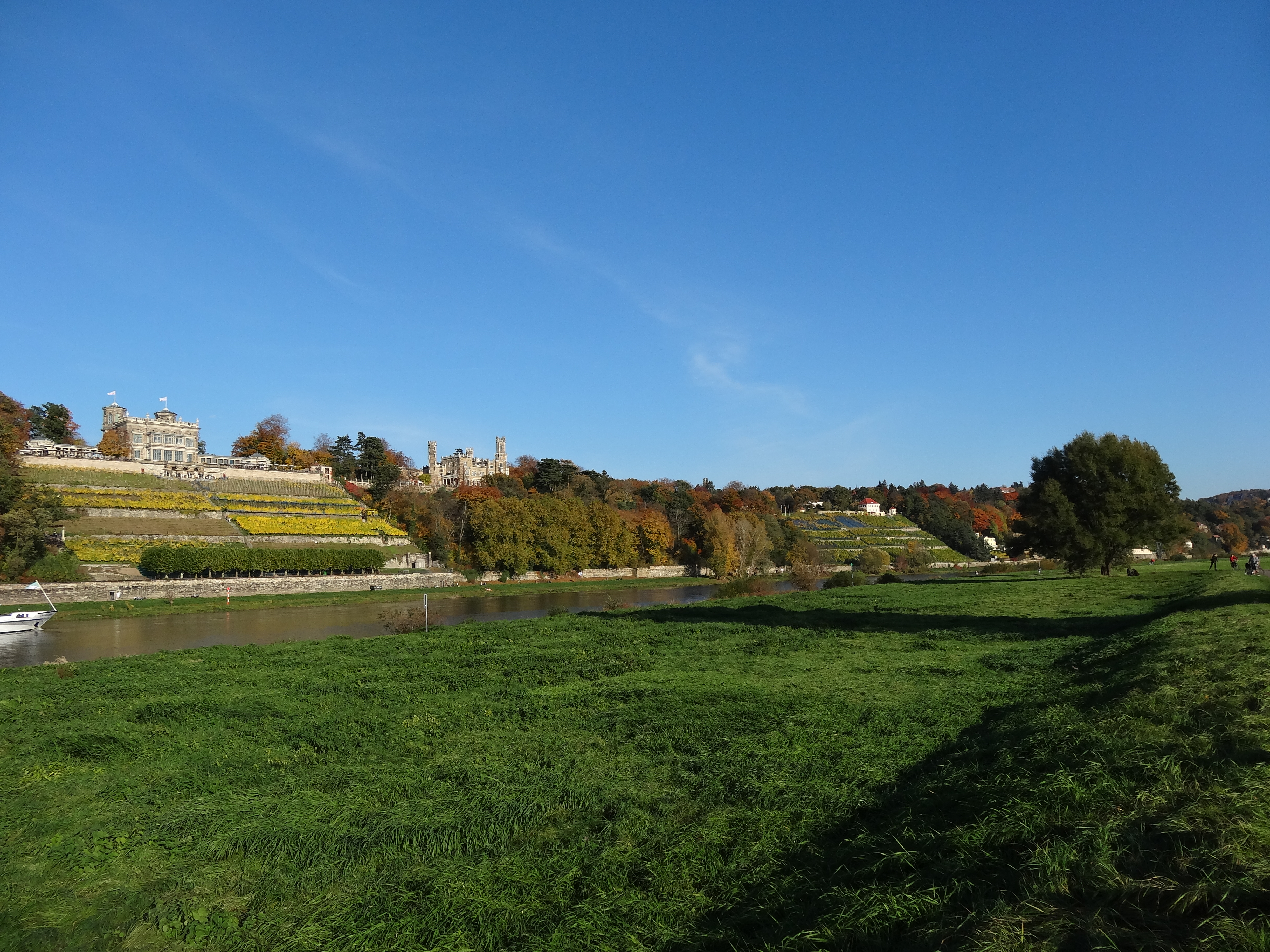
Lingnerschloss, Schloss Eckberg, Mordgrund und Dinglingers Weinberg vom gegenüberliegenden Elbufer aus gesehen

Wunderlichs Vermögen erlaubte es ihm 1883, das an der östlichen Stadtgrenze Dresdens stehende Schloss Eckberg zu erwerben. Es diente ihm als Wohnsitz und war zugleich Adresse des für das Königreich Sachsen zuständigen Generalkonsulats des Königreichs Schweden und des Kaiserreichs Persien. Etwa zu jener Zeit erwarb er auch den benachbarten Weinberg. Für 280.000 Mark ersteigerte er 1898 zudem das Rittergut im vogtländischen Plohn.
Wunderlich war Aufsichtsratsvorsitzender der 1892 gegründeten Färbereien und Appreturanstalten Georg Schleber AG.
Verheiratet war Bruno Wunderlich mit Anna (Constantia) geb. Scheinpflug. Das Paar hatte eine Tochter und drei Söhne. Wunderlich starb 1909 im Alter von 60 Jahren. Seine Witwe siedelte auf den östlich benachbarten Dinglinger’schen Weinberg über und vermietete Schloss Eckberg, während der älteste Sohn Gottfried Wunderlich das von ihm bereits verwaltete Rittergut Plohn bis zur Enteignung 1945 bewohnte. In der Sammlung des Deutschen Hygiene-Museums Dresden befindet sich ein 1916 an Oskar Lingner gerichtetes Kondolenzschreiben von Frau Wunderlich-Eckberg anlässlich des Todes von Karl August Lingner, der das westlich von Schloss Eckberg gelegene Lingnerschloss bewohnte.

## Ehrung
Die damals selbständige Gemeinde Loschwitz benannte 1886 nach ihrem wohltätigen Stifter Bruno Wunderlich den ausgebauten oberen Teil des Mordgrund- bzw. Heilstättenwegs als Wunderlichstraße. Sie ist Teil eines alten Wegs, der im Mordgrund zwischen seinen Besitzungen Schloss Eckberg und Dinglingers Weinberg entlang des Mordgrundbachs von der Bautzner Landstraße zum Körnerweg am Elbufer führt.